# 五フッ化ルテニウム
五フッ化ルテニウム（ごフッかルテニウム、Ruthenium pentafluoride）は、実験式RuF5で表される無機化合物。フッ化ルテニウム(V)(Ruthenium(V) fluoride)とも。緑色で揮発性の固体である。ほとんど研究されることはないが、ルテニウムの二元フッ化物、つまりRuとFのみを含む化合物として興味深いものである。加水分解に対して敏感である。同じ構造の五フッ化白金に見られるようにその構造はRu4F20四量体で作られる。四量体内では各Ruは八面体形分子構造をとり、2つの架橋フッ化物配位子を持つ。